# Chaetocnema kapirensis
Chaetocnema kapirensis es un coleóptero de la familia Chrysomelidae. Fue descrita científicamente en 2000 por Biondi & De Nardis, G.